# کیرتسو
کیرتسو (انگلیسی: Keiretsu) در کشور ژاپن، به مجموعه‌ای از شرکت‌ها با روابط کاری و سهامداران متصل به یکدیگر اطلاق می‌شود. شرکت‌های کیرتسو گونه‌ای از گروه‌های کسب‌وکار غیررسمی بودند، که تا نیمه دوم قرن بیستم، بر اقتصاد ژاپن سلطه داشتند.